# Alcidion aestimabilis
Alcidion aestimabilis é uma espécie de cerambicídeo da tribo Acanthocinini (Lamiinae), com distribuição restrita ao Estado de São Paulo (Brasil).